# Malé Kunčice (Polsko)
Malé Kunčice (polsky Kończyce Małe, německy Klein Kuntschitz) jsou vesnice v jižním Polsku ve Slezském vojvodství v okrese Těšín v gmině Žibřidovice. Leží poblíž českých hranic na území Těšínského Slezska na řece Petrůvce. Podle sčítání lidu v roce 2011 zde žilo 3 327 obyvatel, rozloha obce činí 11,94 km².
Přes vesnici vede krajská silnice č. 937 spojující Těšín s Jastrzębím-Zdrojí a také železniční trať Těšín–Žibřidovice–Čechovice-Dědice se zastávkou Kończyce.
U Malých Kunčic se 26. ledna 1919 odehrála jedna z československo-polských bitev sedmidenní války, v níž zahynul Cezary Haller de Hallenburg. V roce 1920 byla vesnice spolu s celým východním Těšínskem rozhodnutím Konference velvyslanců připojena k Polsku.

## Památky
Malokunčický zámek byl postaven v gotické podobě Golasovskými na konci 14. století. Kolem roku 1560 jej noví majitelé, Czelové, přestavěli na renesanční šlechtické sídlo s arkádovým nádvořím, díky němuž vzniklo označení „těšínský Wawel“. Ve 20. letech 19. století, za vlády Pełků, byl kolem zámku založen rozsáhlý anglický park. Během bojů v závěrečné fázi druhé světové války byl areál značně poškozen, severní a východní křídlo dokonce úplně zničeno. V současnosti se v obnovených hradních prostorách nachází hotel, restaurace, knihovna a regionální muzeum. Na místě zničeného východního křídla byl v roce 1960 postaven divadelní sál.
Severozápadně od hradu stojí barokní katolický kostel Narození Panny Marie z roku 1713 (na místě staršího dřevěného), ve kterém se nachází vzácný renesanční epitaf Zikmunda Vyškoty z Vodnik (1568) a uctívaný obraz Matky Boží Kunčické (Madonna s pampeliškou).